# دون إف. بورتر
دون إف. بورتر (بالإنجليزية: Donn F. Porter)‏ هو عسكري أمريكي، ولد في 1 مارس 1931 في سيويكلي في الولايات المتحدة، وتوفي في 7 سبتمبر 1952 في كوريا في ممالك كوريا الثلاث.